# Salvador Martínez della Rocca
Salvador Pablo Martínez della Rocca (Los Mochis, Sinaloa; 10 de noviembre de 1945) conocido como "El Pino", es político y luchador social mexicano, miembro del Partido de la Revolución Democrática. Fue diputado por el XXX Distrito Electoral Federal del Distrito Federal en la LIX Legislatura y diputado local del XXXVIII Distrito Electoral Local del Distrito Federal. Fue secretario de educación de la Ciudad de México y del Estado de Guerrero. Fue asesor de Miguel Ángel Mancera durante su mandato como jefe de Gobierno de la Ciudad de México.

## Estudios
Estudió la licenciatura en Física en la Facultad de Ciencias de la Universidad Nacional Autónoma de México. En la Escuela Nacional de Antropología e Historia obtuvo la licenciatura en Antropología; en la Facultad Latinoamericana de Ciencias Sociales (Flacso) cursó la maestría en Ciencias Sociales. Recibió el grado de doctor en Sociología en la Facultad de Ciencias Políticas y Sociales de la UNAM y realizó un posdoctorado en Sociología de la Educación en la Universidad de California en Los Ángeles (UCLA). Fue director de la maestría en Ciencias Sociales y director de Asuntos Académicos de la Universidad Autónoma de Guerrero. En la UNAM, ha sido jefe de Difusión de la Facultad de Economía e investigador de tiempo completo en el Instituto de Investigaciones Económicas.

## Trayectoria política
En su trayectoria política, destaca que formó parte del Comité de Lucha de la Facultad de Ciencias durante el movimiento estudiantil de 1968, por lo cual fue hecho prisionero político. Tras ser liberado se dedicó por completo a la academia; sin embargo, participó de forma destacada en la política universitaria tanto en la UNAM como en otras universidades del interior de la república, en la organización de sindicatos y asociaciones de profesores opositores al régimen priista. Tuvo una destacada influencia en la formación del Consejo Estudiantil Universitario (CEU) de la UNAM en 1986, convirtiéndose durante ese movimiento en asesor de los estudiantes y líder de importantes sectores de académicos, intelectuales e investigadores que acompañaron la histórica revuelta estudiantil contra el autoritarismo y a favor del carácter público y gratuito de la universidad. Es miembro fundador del PRD. Ha sido Jefe delegacional de Tlalpan y coordinador de Evaluación y Diagnóstico del Gobierno del Distrito Federal. Fue diputado federal en la LVII Legislatura del Congreso de la Unión de México y en la LIX Legislatura del Congreso de la Unión de México donde fue presidente de la Comisión de Educación.
Es diputado local por Tlalpan en la Asamblea Legislativa del Distrito Federal, en la cual preside una vez más la Comisión de Educación. Participa en la corriente interna del PRD "Movimiento por la Democracia" junto a otros dirigentes como Pablo Gómez Álvarez, Juan N. Guerra, Alfonso Ramírez Cuéllar, Javier González Garza e Inti Muñoz Santini.
Ha propuesto ante la Asamblea Legislativa, que sea retirado el nombre de Luis Echeverría Álvarez, Presidente de México de 1970 a 1976, de 39 calles de la Ciudad de México.
Ha sido también catedrático de la Universidad Autónoma de Guerrero, entidad donde vivió algunos años luego de la persecución que sufrieron varios luchadores sociales en la década de los setenta.[cita requerida]
Se desempeñó como secretario de Educación del Distrito Federal (2012).[cita requerida]

## Familia
Fue esposo de Rosaura Ruiz Gutiérrez, y la hija de ambos, Rosaura Martínez Ruiz, es doctora en filosofía.